# HD 49001
HD 49001，又名CD-23 4325，SAO 172273、HR 2495，是一颗恒星，视星等为6.05，位于銀經233.46，銀緯-11.72，其B1900.0坐标为赤經6h 41m 13s，赤緯-23° -11.72′ 31″。